# 1958 en sociologie
| Années de la sociologie : 1955 - 1956 - 1957 - 1958 - 1959 - 1960 - 1961    |
| Décennies de la sociologie : 1920 - 1930 - 1940 - 1950 - 1960 - 1970 - 1980 |

Cet article présente les événements de l'année 1958 dans le domaine de la sociologie. 

## Publications

### Livres
- Raymond Aron, L'Algérie et la République.

## Naissances
- 29 juillet : Gail Dines, professeure émérite américaine de sociologie et d'études des femmes.

## Autres
- Création de la licence et du doctorat de sociologie en France.